# 龍沢寺 (東京都港区)
龍沢寺（りゅうたくじ）は、東京都港区にある曹洞宗の寺院。

## 歴史
1626年（寛永3年）、大田原藩の藩主大田原政清の開基である。元々は、飯倉に位置していたが、その後現在地に移転した。
明治になり、大区小区制に基づく第2大区12小区の役所が当寺に置かれた。後の麻布区役所の前身である。

## 墓所
以下の人物が葬られている。
- 山岡明阿弥（国学者） - 1780年（安永9年）没

## 交通アクセス
- 麻布十番駅より徒歩5分。